# Phraatès V
Pour les articles homonymes, voir Phraatès.
Phraatès V ou Phraatacès (ce qui signifie petit Phraatès) est un roi des Parthes ayant régné de 2 av. J.-C. à 4 ap. J.-C.

## Biographie
Phraatès V est le fils de Phraatès IV et de l'esclave romaine Musa, offerte parmi d'autres présents lors de la conclusion d'un accord de paix conclu avec l'Empereur Auguste en 20 av. J.-C.. Il naît vraisemblablement aux alentours de 15 av. J.-C. et en tout cas entre 19 et 11 av. J.-C., c'est-à-dire entre l'arrivée de Musa à la cour parthe et l'envoi à Rome de ses frères issus d'autres épouses, en 10 av. J.-C.  
En effet, sa mère manœuvre habilement de façon qu'il succède sans obstacle à son père qui est finalement empoisonné, probablement à son instigation, en 2 av. J.-C. 
Devenu roi malgré son jeune âge, il reste sous l'emprise de sa mère et règne conjointement avec elle pendant six ans, comme l'attestent les pièces de monnaie où ils figurent ensemble. Selon Flavius Josèphe, la mère et le fils se seraient ensuite mariés, pratique conforme aux anciennes règles en usage dans la famille royale achéménide, mais inconnue des Parthes, et par conséquent très mal perçue.
Protégé de Rome (car il avait promis de renoncer à toutes prétentions sur l'Arménie lors d'une rencontre avec le jeune Caius César), il est détrôné par une révolution de palais qui réclame à Auguste un autre fils de Phraatès IV. Phraatès et sa mère sont tués pendant leur fuite.

## Sources
- Flavius Josèphe, Antiquités judaïques, chapitre XVIII, § 2
- André Verstandig, Histoire de l'empire parthe. Le Cri. 2001,  (ISBN 978-2871062790) p. 221-227